# Antoni Szymanowski
Antoni Jan Szymanowski (Tomaszów Mazowiecki, Polonia, 13 de enero de 1951) es un exjugador y exentrenador de fútbol polaco. En su etapa como jugador profesional se desempeñaba como lateral derecho.
Su hermano Henryk también fue futbolista.

## Selección nacional
Fue internacional con la selección polaca en 82 ocasiones y convirtió un gol. Fue campeón olímpico en 1972 y subcampeón en 1976. También formó parte de la selección que obtuvo el tercer lugar en la Copa del Mundo de 1974.

### Participaciones en Copas del Mundo
| Mundial                        | Sede             | Resultado    | Partidos | Goles |
| ------------------------------ | ---------------- | ------------ | -------- | ----- |
| Copa Mundial de Fútbol de 1974 | Alemania Federal | Tercer lugar | 7        | 0     |
| Copa Mundial de Fútbol de 1978 | Argentina        | Segunda fase | 6        | 0     |

### Participaciones en Juegos Olímpicos
| Olimpiada                         | Sede             | Resultado  | Partidos | Goles |
| --------------------------------- | ---------------- | ---------- | -------- | ----- |
| Juegos Olímpicos de Múnich 1972   | Alemania Federal | Campeón    | 6        | 0     |
| Juegos Olímpicos de Montreal 1976 | Canadá           | Subcampeón | 5        | 1     |

## Equipos

### Como jugador
| Equipo           | País    | Año       |
| ---------------- | ------- | --------- |
| Wisła Cracovia   | Polonia | 1968-1970 |
| Gwardia Varsovia | Polonia | 1970-1972 |
| Wisła Cracovia   | Polonia | 1972-1978 |
| Gwardia Varsovia | Polonia | 1978-1981 |
| Club Brujas      | Bélgica | 1981-1984 |

### Como entrenador
| Equipo                         | País    | Año       |
| ------------------------------ | ------- | --------- |
| Clepardia Kraków               | Polonia | ¿-?       |
| KS Cracovia                    | Polonia | 1985-1986 |
| CKS Czeladź                    | Polonia | 1987      |
| Selección nacional (juveniles) | Polonia | 1997-2002 |
| Wisła Cracovia (juvenil)       | Polonia | 1998-2001 |
| Wisła II Cracovia              | Polonia | 2002-2004 |
| Przebój Wolbrom                | Polonia | 2005-2008 |
| Górnik Zabrze (asistente)      | Polonia | 2008-2009 |
| Przebój Wolbrom                | Polonia | 2009      |

## Palmarés

### Campeonatos nacionales
| Título      | Equipo         | País    | Año  |
| ----------- | -------------- | ------- | ---- |
| Ekstraklasa | Wisła Cracovia | Polonia | 1978 |

### Copas internacionales
| Título           | Equipo  | Sede                      | Año  |
| ---------------- | ------- | ------------------------- | ---- |
| Juegos Olímpicos | Polonia | Múnich (Alemania Federal) | 1972 |

### Distinciones individuales
| Distinción                                           | Año  |
| ---------------------------------------------------- | ---- |
| Futbolista del año en Polonia según la revista Sport | 1975 |
| Miembro del Klub Wybitnego Reprezentanta             | ?    |

## Condecoraciones
| Distinción                                             |
| ------------------------------------------------------ |
| Medalla de Oro por logros deportivos sobresalientes    |
| Medalla de Plata por logros deportivos sobresalientes  |
| Medalla de Bronce por logros deportivos sobresalientes |
| Cruz de Caballero de la Orden Polonia Restituta        |